# Filip Gijssels
Filip Gijssels is een Belgische politicus en burgemeester van Kaprijke.

## Biografie
Gijssels ging naar de vrije lagere school in Lembeke. Vanaf 1980 ging hij naar de middelbare school in het Sint-Vincentiuscollege in Eeklo. In 1991 ging hij aan de Universiteit van Gent licentiaat in de rechten studeren. Na zijn studies werd hij advocaat aan de balie in Gent en ging hij werken bij een advocatenkantoor.
Gijssels werd actief in de gemeentepolitiek in Kaprijke. Na de verkiezingen van 1994 werd hij er in 1995 schepen voor de lijst SAMEN onder burgemeester en partijgenoot Wilfried Blondeel. Dit bleef zo na de verkiezingen van 2000. Halverwege die legislatuur zou Blondeel het burgemeestersambt doorgeven aan Gijssels. Op het eind van de zomer van 2003 stopte Blondeel iets vroeger en Gijssels werd zo vanaf 2003 burgemeester. Bij de verkiezingen van 2006 en 2012 werd hij herverkozen. In 2018 niet.